# نهائي كأس فرنسا 2019
نهائي كأس فرنسا 2019 هي المباراة النهائية من منافسة كأس فرنسا 2018–19، أقيمت المباراة في 27 أبريل 2019، في ملعب فرنسا، بين فريقي ستاد رين، وباريس سان جيرمان، وفاز فيها ستاد رين، بعد أن هزم باريس سان جيرمان، بنتيجة 2 - 2، وكان حكم المباراة رودي بوكيه.

## تفاصيل المباراة
لعبت المباراة النهائية في 27 أبريل 2019.
| ستاد رين        | 2 -2 | باريس سان جيرمان                                                           |
| --------------- | ---- | -------------------------------------------------------------------------- |
| No ID 66 دقيقة' |      | داني ألفيس 13 دقيقة' · نيمار 21 دقيقة' · بريسنيل كيمبيمبي 40 دقيقة' (ه.ذ.) |